# ピノキオ (1940年の映画)
『ピノキオ』（原題：Pinocchio）は、1940年2月7日に公開されたウォルト・ディズニー・プロダクションによる長編アニメーション映画。原作はカルロ・コッローディ作の童話『ピノッキオの冒険』である。
スティーヴン・ジェイ・シュナイダーの『死ぬまでに観たい映画1001本』にも掲載されており、Rotten Tomatoesの支持率100%の映画のうちの１つでもある。

## 概要

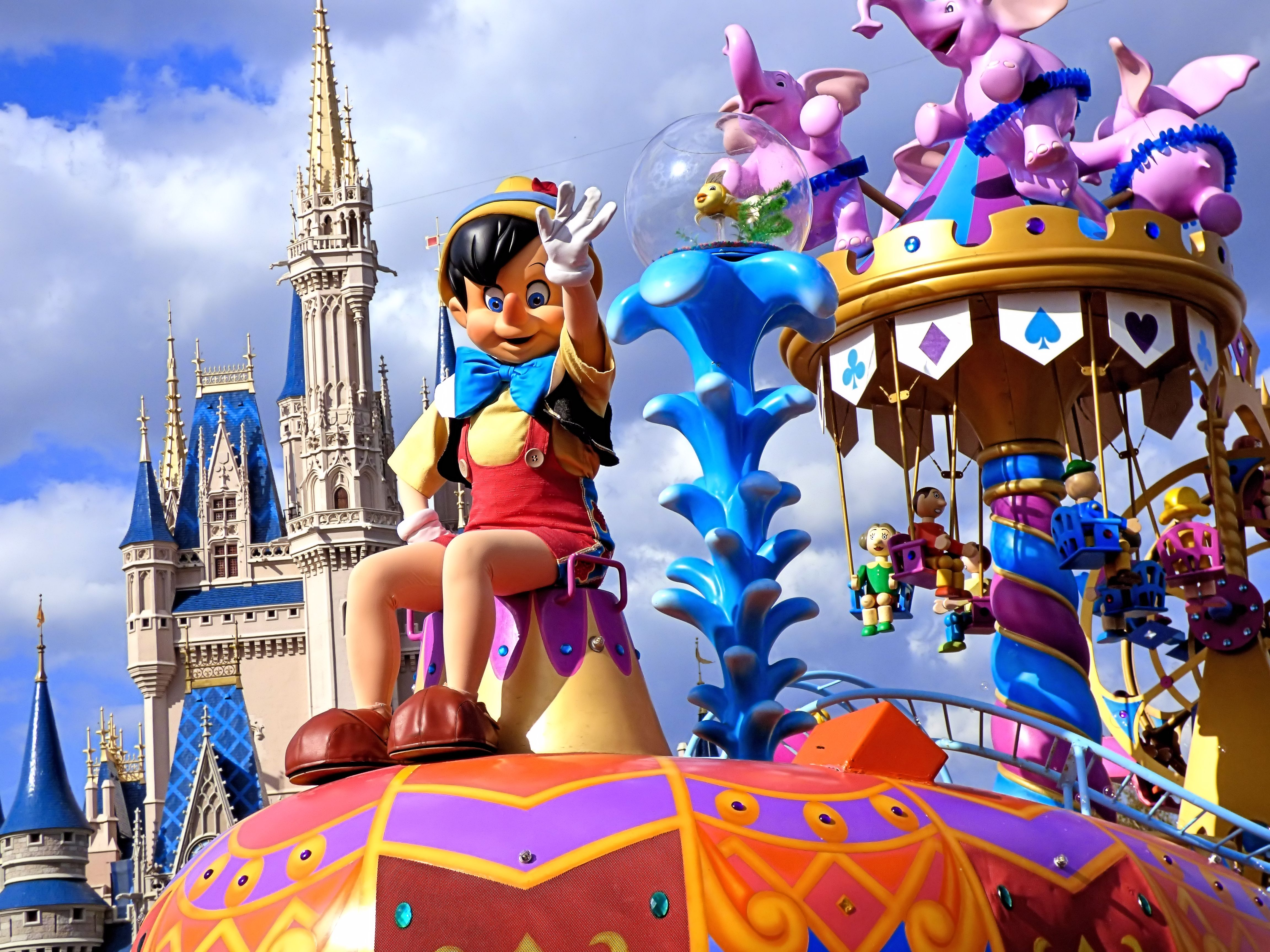
マジック・キングダムでのピノキオ

前作『白雪姫』が大ヒットをした後、「再び同じような映画を」という依頼がウォルトに多数寄せられたが彼はそれを拒否し、前作とは異なる冒険物語である「ピノキオ」を選んだ。
しかし、原作は社会風刺の小説であり、ピノキオは悪戯っ子で、子供っぽい性格がみられ、白雪姫のような華がなかったため、夢のある物語にするのは容易ではなかった。ウォルトはストーリーの制作に数か月も悩み、すでにアーティストたちは作業に入っていたのにもかかわらず制作を一時中断する。その間にピノキオは無邪気な性格に変更され、さらに原作ではピノキオにハンマーをぶつけられすぐに死んでしまうコオロギをピノキオの良心、そしてストーリーテラーとしての役割も持つ重要なキャラクター、ジミニー・クリケットとして登場させる事になった。制作が再開された後にも熟考を重ね、2年の歳月を経てついにテンポのよい夢と希望にあふれた冒険物語が完成した。
前作『白雪姫』のように莫大な制作費を掛けたが、公開された当時は（第二次世界大戦中という世相もあり）『ファンタジア』同様にヒットには至らず、会社は大赤字になり、更にディズニー社の労働条件の劣悪さからくる大規模な労働争議も相まって、会社の株式が1株25ドルから4ドルへと大暴落して経営危機にさらされウォルトは大ピンチに陥った。しかし劇中でジミニー・クリケットが歌った『星に願いを（When You Wish Upon a Star）』は第13回アカデミー賞で歌曲賞を受賞し、アメリカン・フィルム・インスティチュートによる、「映画史における偉大な歌100選」でも第7位に入るなど、古典アニメーションの傑作として今日でも愛され続けている。日本でのセルビデオ出荷本数は100万本。
本作品には原作小説とは異なる場面が多い。ゼペットとピノキオを呑みこむのが巨大なサメ（フカ）ではなく鯨であることや、ものをいうコオロギが洒落ていない、ブルー・フェアリー（仙女）の性格だけでなく、原作はかなり残酷でするどい皮肉に満ちていること、などがあげられる。
（世界各国の公開年については、シンプル英文版「Pinocchio (1940 movie)」も参照）

## ストーリー
ピノキオはおもちゃ職人のゼペットが作ったあやつり人形である。子供のいないゼペットは、ピノキオが「自分の子供になりますように」と星に願う。皆が寝静まった頃、ブルー・フェアリーが現れてピノキオに生命を授けた。そして一部始終を見ていたコオロギのジミニー・クリケットを良心役に任命し、「勇気を持って正直で優しい性格になれば人間になれる」と言い残し、消えて行った。
騒音で目覚めたゼペットは、生命を授かったピノキオを見て大喜びし、翌日ピノキオを学校へ送り出す。しかし、世間知らずのピノキオは詐欺師の狐のJ・ワシントン・ファウルフェローと、その子分で猫のギデオンの「スターの暮らし」の甘言に乗せられ、きちんと断るようにというジミニーの忠告も聞かず、ストロンボリ一座に売り飛ばされてしまう。
糸の無い人形ということで一座のスターになったピノキオだったが、何も知らず家に帰ろうとした途端、怒ったストロンボリによって鳥籠に閉じ込められてしまう。そこへ最後の別れを告げに来たジミニーと再会し、自分が騙されていたことに気づいて脱出を試みても、錠前が錆び付いていてまったく開かず困り果てる。そこへブルー・フェアリーが現れてピノキオを問いただすが、ジミニーに本当のことを言うように忠告されるも、嘘をついたピノキオの鼻は伸びはじめてしまう。嘘をついたことを反省したピノキオと、彼にチャンスを与えて欲しいとジミニーの説得もあり、ブルー・フェアリーの手助けでピノキオはストロンボリ一座を逃げ出して家に帰ろうとする。
しかし、家に帰る途中で再びファウルフェローとギデオンに呼び止められ、今度は、遊びの島「プレジャー・アイランド」へ行こうと誘われ、拉致同然に連れて行かれたピノキオは馬車に乗り、島へ向かう。そこではどんな悪いことでも許される島で、ピノキオはそこで過ごすうちに悪いことは楽しいと認識してしまい、二度にわたって言いつけを忘れてしまう。さらには散々心配したにもかかわらず、自分を侮辱した悪童ランプウィックを庇った挙げ句に彼を「親友」と呼ぶピノキオにとうとう愛想が尽きたジミニーは怒って帰ろうとした矢先、プレジャー・アイランドにいる子供達がロバになっていき、最後には町に売り飛ばされることを知ると、大慌てでピノキオの救出に向かった。その頃ランプウィックが目の前でロバになってしまい、自身にもロバの耳としっぽが生えて来たため混乱しパニックになったピノキオは、戻ってきたジミニーと一緒に危機一髪でプレジャー・アイランドを脱出し、家へと帰っていった。
ところが、家に帰ると明かりがついておらず、ゼペットはおろか猫のフィガロと金魚のクレオもいなくなっていた。二人が途方にくれていると、空から一枚の手紙が落ちてくる。ジミニーが読み上げると、そこには驚くべき事が書かれていた。いつまで経っても帰って来ないピノキオを心配して探しに行ったゼペットが、船で海へ出かけた矢先クジラの王様・モンストロに飲み込まれてしまっていたのだ。
ピノキオとジミニーは海に行き、ゼペットを救出しようと尻尾に石を縛り付けて飛び込むも自身もモンストロに飲み込まれ、腹の中でゼペットとの再会を果たす。ピノキオにロバの耳や尻尾が生えていたことに驚くゼペットだが、何も言わずに優しく抱いた。船にあったイカダを見たピノキオは知恵と勇気で腹の中で焚き火を起こし、ゼペットといっしょにモンストロの腹の中から脱出することに成功するが、怒ったモンストロに追いかけられることになる。イカダが壊れてもピノキオは力尽きかけたゼペットを庇い必死に岩場まで泳ぐも、モンストロは執拗に追いかけて来る。そこでたまたま目に止まった岩場の隙間に逃げ込み、続けてモンストロもまた勢いよく突っ込んだが、それを最後に生死不明となる。
水飛沫によって運良く浜辺に打ち上げられたゼペット達と、傘をクッションにしたジミニーはかろうじて生還するが、ピノキオは砕けた岩に巻き込まれ、波打ち際にうつ伏せで倒れているところをジミニーに発見されるも、既に息絶えてしまっていた。ゼペットさんを助けるために、自分の命まで投げ出したピノキオになり、勇敢な息子を死なせてしまったのだ。
死んでしまったピノキオを前に、ゼペットとジミニー達は悲しみに暮れていた。そこへブルー・フェアリーが現れ、ピノキオは勇気ある行動を讃えられる。そして彼女の力で生き返るとともに本当の人間の子供に姿を変えた。目を覚ましたピノキオは、ゼペットと喜びを分かち合った。ジミニーが外へ出て空の星に向かい礼を言うと、胸元に良心の証である金色のバッジが現れ、ジミニーは感激に浸った。

## キャラクター
ピノキオ（Pinocchio）
本作の主人公。ゼペットが作ったあやつり人形の男の子。ブルー・フェアリーによって命を与えられて様々な冒険をする。純粋で無邪気だが、好奇心旺盛かつ世間知らずで人を疑うことを知らないため、ファウルフェローたちに騙されることもあるなど悪影響を受けることもある。ジミニーやブルー・フェアリーの教えを受けながらあらゆる経験を積み、善悪の判断や常識を身につけ成長していく。自分を作ったゼペットを「お父さん」と呼び慕っている。モンストロからゼペットをかばって死亡するが、本当の正しく優しい子になったため、ブルーフェアリーの力で人間となって生き返る。一人称は「ぼく」。
実写版ではファウルフェローの誘いにすぐ乗らず、学校に行ったり、プレジャーアイランドに連れて行かれた際、悪い子達の姿を見て、「お父さんにこんな所にいること知られたら悲しむだろうな」と落ち込むなど原作に比べ、善悪の区別がつく賢明さを持ち、モンストロから脱出した後も死ぬことなく、いつの間にか人間になっていた。
ジミニー・クリケット（Jiminy Cricket）
本作のもう一人の主人公。ゼペットの家にもぐりこんだ貧乏コオロギ。本作のストーリーテラーも務める。当初はつぎはぎだらけの貧乏臭い格好だったが、ブルー・フェアリーからタキシード風の上着とシルクハットに傘、ネクタイ、革靴を与えられて以降はその格好を通している。文字や遠くを見る時は黒縁の鼻メガネをかける。
その真面目な性格を買われてブルー・フェアリーにピノキオの良心を任される。たびたび忠告や約束をすぐに忘れるピノキオに苛立ちながらも、彼の身に何かあるとすぐ助けに来たり励ますなどピノキオを正しく導き信頼関係を築く。一方でピノキオが学校に行く日に遅刻してしまったり、ファウルフェローの歌をパレードだと思い踊り出したり、人形のダンスに見とれるなどいい加減な一面もある。ピノキオが人間になって生き返った後、功績を認められて『公式の良心』と示された証のバッジをもらった。歌と口笛が上手で、主題歌の『星に願いを』はジミニーと同じ声優が歌っている。他のディズニー映画にもよく脇役で登場する。
ゼペットじいさん（Mister Geppetto）
ピノキオの生みの親で人形職人でもある心優しいおもちゃ屋の主人。おもちゃの他にもからくり時計やオルゴールなども作っている。猫のフィガロと金魚のクレオを飼っている。眼鏡をかけて口ひげをはやしている。ピノキオを人間の子供と同じように学校へ通わせる。登校初日に綺麗な服を着せて、リンゴを渡して教師にあげるようアドバイスしたが、登校途中でピノキオはファウルフェローに騙されて帰って来なくなり、雨の夜でもピノキオを捜し廻った。ついには遠くへ旅に出てピノキオを捜すがクジラのモンストロに飲み込まれてしまう。それからはモンストロの胃の中で生活しており、彼が捕食した魚を採って何とか飢えを凌いでいた。モンストロの胃の中でピノキオに再会するも脱出の時、イカダをモンストロに壊され、溺れそうになっている自分を助けたピノキオが事故で死亡し、ショックを受けるもブルー・フェアリーにより人間として生き返ったこと知って喜んだ。なお、本人がジミニーの存在を最後まで知ることはなく会話するシーンはないが『ハウス・オブ・マウス』ではピノキオと同じ席で彼と顔合わせしており、『キングダムハーツ』シリーズでは顔見知りのようで彼と会話するシーンがあり、実写版のラストでもモンストロから脱出する際、初めてジミニーの姿を見ている。
女神／ブルー・フェアリー（The Blue Fairy）
ゼペットの願いでピノキオに命を吹き込んだ金髪の妖精。 普段は優しいが、ピノキオのウソやジミニーの怠慢を決して見逃さない厳しさで自ら過ちを自覚するように導くこともある。エピローグではピノキオとジミニーの努力を認め、ピノキオを人間に変え、ジミニーには最も名誉ある金バッジを授けた。
J・ワシントン・ファウルフェロー（"Honest" John Worthington Foulfellow)
キツネの詐欺師で、ピノキオを騙してストロンボリやコーチマンの元に届ける。ボロボロだがスーツやマント、ハットを着用しており、葉巻を吸う。作中では正直ジョン（オネスト・ジョン、旧吹き替え版では正直者のジョン）と自称するが、前述の詐欺師の通り大嘘つきである。
ギデオン（Gideon）
ファウルフェローの相棒のネコ。かなりのドジ。ファウルフェローより体格が小さく子供のようだが、同じく葉巻を吸ったりビールを飲んでいる。しかしアルコールには弱いせいか、酒を飲むとしゃっくりが止まらなくなる。台詞はない。
ランプウィック（Lampwick）／ランピー
怠け者の悪童。一人称は「おれ」。プレジャーアイランドでピノキオと仲良くなり、悪いことは楽しいと彼に教えるが、自分がロバに変わっていくのに気づいて狂乱状態になりながらピノキオに縋るも、なすすべもなく完全なロバになってしまった。彼がロバに変化するの目の当たりにした事でピノキオは自らの過ちに気づくことになる。
ストロンボリ（Stromboli）
人形一座の親方。肥満体で、ラテン系。頭は禿げており、もみあげと長く黒い髪が特徴的。よく歌を歌ったり踊ったりと陽気だが、その振る舞いとは裏腹に性格は強欲かつ冷酷。糸なしで動く人形のピノキオを使って世界中を回り儲けようとしたが、ピノキオがゼペットの家に帰ろうとすることに怒って、ピノキオを鳥かごに閉じ込める。用済みになったら薪にしようとするなど人形に愛情がなく、馬をこき使う。その後、いつものように歌を歌うのに夢中で、ピノキオたちが脱走したことに気づかなかった。実写版では悪事がバレて捕まった。
コーチマン（The Coachman）
馬車屋。身なりは良いがいつも怖い顔をしている。怠け者の子供たちを甘い言葉で巧みに騙してプレジャーアイランドという遊園地に行かせ、好きなことをやっていいという場所なので依然として悪事をさせロバにして売り飛ばす悪徳業者である。作中では馬車屋と呼ばれる。なぜロバにされるかは不明だが、ロバは英語でDonkeyといい、そのもう一つの意味が怠けや間抜けのことを意味することから来ている。
フィガロ（Figaro）
ゼペットの飼い猫。黒猫だが手と足は靴下を履いたように白く、顔とお腹と尻尾の先も白い。まだ完全に大人ではなく、体が小さくイタズラ好きで小生意気な部分がある。飼い主のゼペットのことは大好きで、ゼペットの愛情がピノキオばかりに注がれるため、しばしば焼きもちを焼いて意地悪をしているが、ピノキオが死んでしまった時は深く悲しむなど実際には家族として見なしている。クレオのアプローチにも嫌々な態度を取るが彼女を食べようとはせず、ガラス越しで軽く舐めて彼女を喜ばしたり、ピノキオが人間として生き返った時は金魚鉢に飛び込んで彼女にキスするなど嫌っている様子はない。実はミニーマウスの飼い猫でもあり、前から登場していた。
クレオ（Cleo）
ゼペットの飼っている金魚。フィガロに好意的で彼にキスして貰うと喜びを現す。体は小さいが年はクレオの方が上らしく、ゼペットが出かけた隙に夕食をつまみ食いしようとしたフィガロをたしなめている。
モンストロ（Monstro）
クジラの王様。非常に攻撃的な性格で、目の前に見える物を全て獲物だと見なす程。作品中のキャラクターでは最大で、ピノキオを探すゼペットの船をいとも簡単に呑み込む程の大きさである。ピノキオを呑み込んだ後に腹中で焚き火をされ、煙に耐え切れず彼らを吐き出す。それからも怒って彼らを追い回すが、その末に岩壁の洞窟に逃げ込まれ、当然自分は入れずに激突し、生死不明のまま海に沈んでいった。

## 声の出演
| 役名                 | 原語版声優                                                   | 日本語吹き替え          | 日本語吹き替え                    | 日本語吹き替え           |
| 役名                 | 原語版声優                                                   | 1959年公開版            | 1983年公開版 （追加録音部分）     | ポニー・バンダイ版       |
| -------------------- | ------------------------------------------------------------ | ----------------------- | --------------------------------- | ------------------------ |
| ピノキオ             | ディッキー・ジョーンズ                                       | 佐々木清和 歌：宮下匡司 | 初沢亜利 （辻治樹）               | 後藤真寿美               |
| ジミニー・クリケット | クリフ・エドワーズ                                           | 坊屋三郎 歌：宮本正     | 肝付兼太 歌：田村しげる           | 江原正士 歌：田村しげる  |
| ゼペットじいさん     | クリスチャン・ラブ                                           | 三津田健                | 熊倉一雄                          | 内田稔                   |
| 女神                 | イヴリン・ヴェナブル                                         | 松田トシ                | 一城みゆ希                        | 小沢寿美恵               |
| 正直ジョン           | ウォルター・キャトレット                                     | 三升家小勝              | 山田康雄                          | 関時男                   |
| ギデオン             | メル・ブランク                                               | 原語音声流用            | 原語音声流用                      | 原語音声流用             |
| ランプウィック       | フランキー・ダーロ                                           | 畑爽                    | 新井昌和 （内田崇吉）             | 牛山茂                   |
| ストロンボリ         | チャールズ・ジューデルス                                     | 中村哲                  | 大塚周夫                          | 遠藤征慈                 |
| コーチマン           | チャールズ・ジューデルス                                     | 古今亭今輔              | 辻村真人                          | 金尾哲夫                 |
| オランダ娘の人形     | パトリシア・ページ                                           | 和田京子                | 一城みゆ希                        |                          |
| フランス娘の人形     | パトリシア・ページ                                           | 富沢志満                | 一城みゆ希                        |                          |
| ロシア娘の人形       | パトリシア・ページ                                           | 依田緑                  | 一城みゆ希                        |                          |
| けんか小屋の声       | クラレンス・ナッシュ                                         |                         | 沢りつお                          |                          |
| 遊園地の呼び込み     | ドン・ブロディ スチュアート・ブキャナン ジョン・マクリーシュ | 野坂昭如                | 峰恵研 梶哲也 山崎哲也            | 岡田吉弘 金尾哲夫 牛山茂 |
| アレキサンダー       | ディッキー・ジョーンズ                                       |                         | 宮川陽介                          | 下川久美子               |
| 子どもの声           | バージニア・デイビス ダル・マッケノン                        |                         | 村上雅俊 秋原充 黒田将人 小山友成 | 牛山茂                   |
| フィガロ             | クラレンス・ナッシュ                                         | 原語音声流用            | 原語音声流用                      | 原語音声流用             |
| モンストロ           | サール・レイブンズクロフト                                   | 原語音声流用            | 原語音声流用                      | 原語音声流用             |

- 1959年版による公開：1959年（大映）、1972年（ブエナ・ビスタ）
  - この日本語版は「白雪姫」（1958年）と同時に録音されている[3]。
- 1983年版による公開：1983年（東宝）
  - 1993年にWOWOWで公開当時の吹き替えで放送されている。
- ポニー・バンダイ版: 1984年に発売されたVHSとレーザーディスクに収録。

1995年以降、ディズニーから発売されているソフト（VHS・DVD・BD等）には、1983年公開版に一部追加録音を行ったものが収録。

## スタッフ

### 映像制作
| 製作                                              | ウォルト・ディズニー |
| 原作                                              | カルロ・コッローディ |
| 脚本                                              | テッド・シアーズ、オットー・イングランダー、ウェッブ・スミス、ウィリアム・コトレル、ジョゼフ・サボ、アードマン・ペナー、オーレリアス・バタグリア |
| 音楽                                              | ネッド・ワシントン、リー・ハーライン、ポール・J・スミス |
| キャラクター・デザイン                            | ジョー・グラント、アルバート・ハーター、ジョン・P・ミラー、キャンベル・グラント、マーティン・プロヴェンセン、ジョン・ウォルブリッジ |
| イメージボード                                    | ドン・クリステンセン |
| 作画監督                                          | フランク・トーマス、ミルト・カール、アート・バビット、ウォード・キンボール、エリック・ラーソン、フレッド・ムーア、ビル・ティトラ、ウォルフガング・ライザーマン |
| レイアウトチャック                                | チャールズ・フィリッピ、ヒュー・ヘネシー、ケンドール・オコーナー、テレル・スタップ、ソー・パットナム、マクラーレン・スチュワート、アル・ジンネン、ブルース・ブッシュマン、アーサー・ハイネマン、チャールズ・ペイザント |
| 原画                                              | レス・クラーク、チャールズ・オーガスト・ニコルズ、ジャック・キャンベル、バーニー・ウルフ、ドン・ダグラディ、ドン・ラスク、ノーマン・テイト、ジョン・ブラッドベリー、リン・カープ、アート・パーマー ジョシュア・メダー、ドン・トービン、ロバート・マーシュ、ジョージ・ローリー、ジョン・マクマナス、ドン・パターソン、プレストン・ブレア、マーヴィン・ウッドワード、ヒュー・フレイザー、ジョン・エリオット ウォルト・ケリー、ケン・オブライエン オリー・ジョンストン、ジョン・ラウンズベリー |
| 美術監督                                          | ケン・アンダーソン、ディック・ケルシー、ジョン・ハブリー |
| 背景                                              | クロード・コーツ、マール・コックス、エド・スター、レイ・ハッファイン |
| 仕上                                              | マーセリット・ガーナー |
| 撮影                                              | ボブ・ブロートン |
| 録音                                              | ウィリアム・E・ギャリティ |
| 音響効果                                          | ジム・マクドナルド |
| 編集                                              | ロイド・L・リチャードソン |
| 助監督                                            | フォード・ビービ、ルー・デブニー、ジム・ハンドレ、グラハム・ヘイド、マイク・ホロボッフ、ラリー・ランズバーグ |
| キャラクター彫刻制作                              | ワウ・チャン |
| コンセプトデザイン                                | グスタフ・テングレン |
| J・ワシントン・ファウルフェロー、ギデオン担当演出 | ノーム・ファーガソン、T・ヒー |
| 演出                                              | ビル・ロバーツ、ジャック・キニー、ウィルフレッド・ジャクソン |
| 監督                                              | ベン・シャープスティーン、ハミルトン・ラスク |
| 彩色プロセス                                      | テクニカラー |
| 録音プロセス                                      | RCA |
| 制作                                              | ウォルト・ディズニー・プロダクション |
| 配給                                              | RKO |

### 日本語版制作
≪1959年版≫
| 総指揮         | ジャック・カッティング                |
| 台本           | 田村幸彦                              |
| 訳詞・音楽監督 | 三木鶏郎                              |
| 編集           | 上田忠雄                              |
| 録音           | 国際ラジオセンター                    |
| コーラス       | ダークダックス 服部リズム・シスターズ |

≪1983年版≫
| 総指揮     | ブレイク・トッド             |
| 翻訳・演出 | 金田文夫                     |
| 訳詞       | 島村葉二                     |
| 音楽演出   | 多田則彦                     |
| 歌唱指導   | 川田正子                     |
| 協力       | テアトル・エコー             |
| 音楽協力   | コロムビアレコード           |
| 録音       | 東亜映像録音株式会社         |
| コーラス   | ミュージック・クリエイション |

≪ポニー・バンダイ版≫
| 声の出演・協力 | 劇団昴             |
| 翻訳           | トランスグローバル |

## キャラクターとしてのピノキオ
原作におけるピノキオ（ピノッキオ）に関しては『ピノッキオの冒険』参照。
- スーパーファミコン用ソフトでは1996年12月20日にカプコン ヴァージンインタラクティブエンターテインメントとして､発売された。※ディズニーゲームの中でヴァージンとして､1994年12月9日に発売されたのはライオン・キング以来2年ぶりとなる。
- 『ハウス・オブ・マウス』で、ミッキーマウスと共演。ペインとパニックにより、悪の道に反れたり、良心役のジミニー・クリケットと離れたりしてしまうが、自分の力で、危機を乗り越える。
- 『キングダムハーツ』では、自分の心を奪われるが、ジミニーの呼びかけから我に返る。
- シンデレラ城ミステリーツアーでは、肖像画として登場。
- イッツ・ア・スモールワールドでは、イタリアの男の子がピノキオ人形を持っている。
- 東京ディズニーシーではパーク内の1エリアであるメディテレーニアンハーバーの代表的キャラクターとなっている。
- 東京ディズニーシー・ホテルミラコスタの外装、内装はピノキオの原作の舞台であるトスカーナ地方をモデルの1つとしており、それに因んで、立体駐車場の各階のシンボルキャラクターにピノキオの登場人物が用いられている。

### テレビでの放送
- 1993年8月20日に日本テレビで放送された。
- 1998年11月23日にWOWOWで放送された。
- 2009年11月21日にディズニー・チャンネルで放送された。
- 2011年12月30日にWOWOWで放送された。
- 2013年10月20日にDlifeで放送された。
- 2016年2月24日にNHK BSプレミアムで放送された。
- 2018年4月15日にDlifeで放送された。
- 2025年2月8日にディズニー・チャンネルで放送された。

### 出演作品
- ピノキオ（1940年）
- ロジャー・ラビット（1988年）
- ハウス・オブ・マウス（2001年）
- キングダム ハーツ（2002年）
- キングダム ハーツ 3D ［ドリーム ドロップ ディスタンス］（2012年）
- 東京ディズニーランドのアトラクション
  - ピノキオの冒険旅行
  - イッツ・ア・スモールワールド
  - シンデレラ城ミステリーツアー
- Kinect: ディズニーランド・アドベンチャーズ

## 挿入歌
- 星に願いを（When You Wish Upon a Star）歌：田村しげる
- リトル・ウッドゥン・ヘッド（Little Wooden Head）歌：熊倉一雄
- 困った時には口笛を（Give a Little Whistle）歌：田村しげる、辻治樹
- ハイ・ディドゥル・ディー・ディー（Hi-Diddle-Dee-Dee）歌：山田康雄
- もう糸はいらない（I've Got No Strings）歌：辻治樹

2003年6月6日発売の『ピノキオ -スペシャル・エディション-』DVDのPRソングとして『星に願いを』を矢沢永吉がカバーしたものが使用された。

## 小説
- 著：ジーナ・インゴリア／訳：橘高弓枝『ピノキオ』偕成社、1998年12月1日。ISBN 4037912007。

## 絵本
- 訳：手島悠介／シュン斎藤、山口俊和、片山径子『ピノキオ』講談社〈ディズニー名作童話館⑤〉、1987年12月10日。ISBN 4061942557。
- 訳：森はるな『ピノキオ』講談社〈ディズニーおはなし絵本館③〉、2002年3月20日。ISBN 4062714639。

## メディアソフト

### MovieNEX
日本で2017年6月21日にウォルト・ディズニー・ジャパンからBlu-ray DiscとDVD、デジタルコピー（スマートフォンやタブレット端末で、本編映像を見ることができるサービス）、MovieNEXワールドがセットになったMovieNEXが発売された。

#### ボーナス・コンテンツ
- ミュージック・プロジェクト：星に願いを
  - 制作過程
  - 完成版ミュージック・クリップ
- 製作の舞台裏：おもしろ島のシーン
- ウォルトが語るピノキオ
- しあわせウサギのオズワルド／かわいそうなパパ
- ソング・セレクション（英語版）
  - ♪星に願いを
  - ♪リトル・ウッドゥン・ヘッド
  - ♪困った時には口笛を
  - ♪ハイ・ディドゥル・ディー・ディー
  - ♪もう糸はいらない
- 『星に願いを』歌：矢沢永吉
- 音声解説　 レナード・マルティン、エリック・ゴールドバーグ、J.B.カウフマン
- クラシック・ボーナス・フィーチャー
  - 『ピノキオ』の誕生秘話
  - 未公開シーン
    - イントロダクション
    - おじいさんの木の話
    - クジラのお腹の中で
    - もうひとつのエンディング

  - スウェットボックス
  - おもちゃ職員の昔と今
  - 動きの研究
  - パブリシティ
    - オリジナル版劇場予告編（1940年）
    - 劇場予告編（1984年）
    - 劇場予告編（1992年）

  - ミュージック・クリップ
  - アニメーターたちの挑戦
  - ストーリーボードと完成版の比較

## リメイク
2021年にロバート・ゼメキス監督、トム・ハンクス主演で実写映画化された。2022年9月公開。